# Stichting Toerisme Suriname
Stichting Toerisme Suriname (STS) was een Surinaamse overheidsinstantie die het doel had toerisme in Suriname duurzaam te ontwikkelen. Daarnaast verzamelde ze gegevens over toerisme in Suriname. In 2023 werd de STS vervangen door de Suriname Toerisme Autoriteit (STA).
STS werd op 13 mei 1996 opgericht door het toenmalige ministerie van Transport, Communicatie en Toerisme (nu Handel, Industrie en Toerisme) en de Kamer van Koophandel en Fabrieken (KKF). In 2018 kwam de organisatie in financiële problemen, waarna het reorganiseerde en doorstartte. Ze was tot 2016 lid van de Caribbean Tourism Organization.
Tot 2017 stond het achter de organisatie van de Surinaamse stand op de Vakantiebeurs in Utrecht. Daarna werd deze rol overgenomen door de Suriname Hospitality and Tourism Association (Shata). In augustus 2018 organiseerde ze de eerste vakantiebeurs in Suriname, in de KKF-beurshal, met het doel Surinamers bekend te maken met vakantie in eigen land.
De stichting was gevestigd in het gebouw van de KKF en verhuisde rond 2016 naar de Dr. J.F. Nassylaan 2, in het pand van de METS Travel & Tours, een dochteronderneming van de SLM.